# Alexander Farnerud
Alexander Farnerud,  född 1 maj 1984 i Landskrona, är en svensk före detta fotbollsspelare. Han spelade tidigare för bland annat IFK Göteborg, Torino FC, VfB Stuttgart och RC Strasbourg. Alexander Farnerud är yngre bror till Pontus Farnerud.

## Karriär
Farnerud började sin karriär i Landskrona BoIS. Alexander Farnerud blev utsedd till årets nykomling vid den stora fotbollsgalan 2002.
Farnerud representerade genom åren klubbar som RC Strasbourg, VfB Stuttgart, Brøndby IF, Young Boys och Torino FC innan han 2016 flyttade hem till Allsvenskan för att representera BK Häcken. Efter säsongen 2017 kom han överens med klubben om att bryta kontraktet på grund av skadeproblem. 
Den 21 oktober 2018 blev han klar för Helsingborgs IF efter att ha provspelat med klubben en längre tid. Kontraktet med den skånska klubben sträckte sig över 2019, med option på ytterligare ett år. Efter säsongen 2019 lämnade Farnerud klubben.
I maj 2020 värvades Farnerud av IFK Göteborg, där han skrev på ett kontrakt över resten av året. Efter säsongen 2020 lämnade Farnerud klubben.

## Meriter
- Tysk ligamästare 2007
- Fransk ligacupmästare 2005
- Svensk cupmästare 2020
- 8 A-landskamper